# Saint-Brice, Gironde
 Saint-Brice  là một xã thuộc tỉnh Gironde trong vùng Aquitaine tây nam nước Pháp. Xã này nằm ở khu vực có độ cao trung bình 66 mét trên mực nước biển.